# Герхарт Хауптман
Герхарт Хауптман (Оберсалцбрун, 15. новембар 1862 — Агнетендорф, 6. јун 1946) био је немачки драматичар. Добио је Нобелову награду за књижевност 1912. године.

## Биографија
Рођен је у Оберсалцбруну, малом граду у Шлеској, а сада делу Пољске. Након школе у свом родном месту похађао је реалну гимназију у Бреслау (Вроцлаву), а затим је изучавао агрикултуру на ујаковом имању. Није му се свиђао сеоски живот, па се вратио у Бреслау и уписао се у уметничку школу, настојећи да постане вајар. Ту се упознао доживотног пријатеља Јозефа Блока. Након тога студирао је у Јени, а велики део 1883. и 1884. провео је у Италији. Оженио се 1885. и сместио се у Берлину и потпуно се посветио литерарном раду. Брзо је стекао велики углед као главни представник модерне драме. Повукао се 1891. у Шлеску. Прва драма му је била Пред излазак сунца (1889) и у тој драми инаугурисао је натуралистички покрет у модерној немачкој литератури. Након тога је следило неколико драма, од којих је Вебер снажна драма, која описује устанак шлеских текстилаца 1844.
Значајне су и његове комедије, драмска поема Ханела (1893), историјска драма Флоријан Грејер (1895). Написао је и двије трагедије на тему живота сељака у Шлеској. Зенит је достигао 1911, када је написао  , за које је добио Нобелову награду за књижевност 1912.
За време Првог светског рата био је пацифиста. У том периоду написао је неколико историјско-алегоричних драма. након рата опадала му је способност. Остао је у Немачкој током периода нацизма и преживео је бомбардовање Дрездена.

## Дела
Романи'
- Der Narr in Christo Emanuel Quint (1910)
- Atlantis (1912)
- Wanda, такође познат и као Der Dämon (1926)
- Die Insel der grossen Mutter (1928)
- Um Volk und Geist (1932)
- Im Wirbel der Berufung (1936)
- Das Abenteuer meiner Jugend (1937)

Кратки романи
- Bahnwärter Thiel (1888)
- Der Ketzer von Soana (1918)
- Phantom (1923)
- Marginalien (selected works, reports: 1887–1927)
- Das Meerwunder (1934)
- Sonnen (1938)
- Der Schuss im Park (1939)

Романи у стиху
- Promethidenlos (1885)
- Anna (1921)
- Die blaue Blume (1924)
- Till Eulenspiegel (1927)
- Der grosse Traum (1912–42)

Драмска дела
- Before Sunrise (Vor Sonnenaufgang, 1889)
- The Reconciliation (Das Friedensfest, 1890)
- Lonely People (Einsame Menschen, 1891)[6]
- The Weavers (Die Weber, 1892)
- Colleague Crampton (College Cramption, 1892)
- The Beaver Coat (Der Biberpelz, 1893)
- The Assumption of Hannele (Hanneles Himmelfahrt, 1893)
- Florian Geyer (1896)
- Elga (1896)
- Helios (1896) fragment
- The Sunken Bell (Die versunkene Glocke, 1896)
- Pastoral (Das Hirtenlied, 1898) fragment
- Drayman Henschel (Fuhrmann Henschel, 1898)
- Schluck and Jau (Schluck und Jau, 1900)
- Michael Kramer (1900)
- The Conflagration (Der rote Hahn, 1901)
- Henry of Auë (Der arme Heinrich, 1902)
- Rose Bernd (1903)
- And Pippa Dances (Und Pippa Tanzt!, 1906)
- The Maidens of the Mount (Die Jungfern von Bischofsberg, 1907)
- Charlemagne's Hostage (Kaiser Karls Geisel, 1908)
- The White Savior or Montezuma (Der weiße Heiland, 1908)
- Griselda (1909)
- The Rats (play) (Die Ratten, 1911)
- Gabriel Schilling's Flight (Gabriel Schillings Flucht, 1912)
- Peter Brauer (1912)
- Commemoration Masque (Festspiel in deutschen Reimen, 1913)
- The Bow of Odysseus (Der Bogen des Odysseus, 1914)
- Magnus Garbe (1914, second version: 1942)
- Indipohdi (1920)
- Veland (1925)
- Herbert Engelmann (1921–26)
- Spuk (two plays: Die schwarze Maske and Hexenritt, 1928)
- Die goldene Harfe (1933)
- Hamlet in Wittenberg (Hamlet im Wittenberg, 1935)
- Die Finsternisse (1937)
- Ulrich von Lichtenstein (1936–37)
- Die Tochter der Kathedrale (1935–38)
- Die Atriden-Tetralogie:

1. Iphigenie in Aulis (1944)
2. Agamemnons Tod (1948; written in 1942)
3. Elektra (1948; written in 1944)
4. Iphigenie in Delphi (1941)